# Гавва, Игорь Владимирович
Игорь Владимирович Гавва (15 октября 1987, г. Слободзея, Молдавия, Молдавская ССР) — украинский артист цирка, сценарист, кинорежиссёр, продюсер.

## Образование
В 2003—2007 году учился в Киевском государственном эстрадно-цирковом колледже имени Л. О. Утёсова в Украине (с 2007 года Киевская городская академия эстрадно-циркового искусства) в Украине у педагога Витольда Кувшинова. Во время обучения работал над постановкой номеров «Snowfall» и «Time is…» с режиссером Владимиром Мариным.
В 2007 во время гастролей в Германии познакомился с балериной Юлией Палий . Спустя два года тренировок создали совместный акробатический номер " You & Me ".

## Карьера в цирке

### Особенности

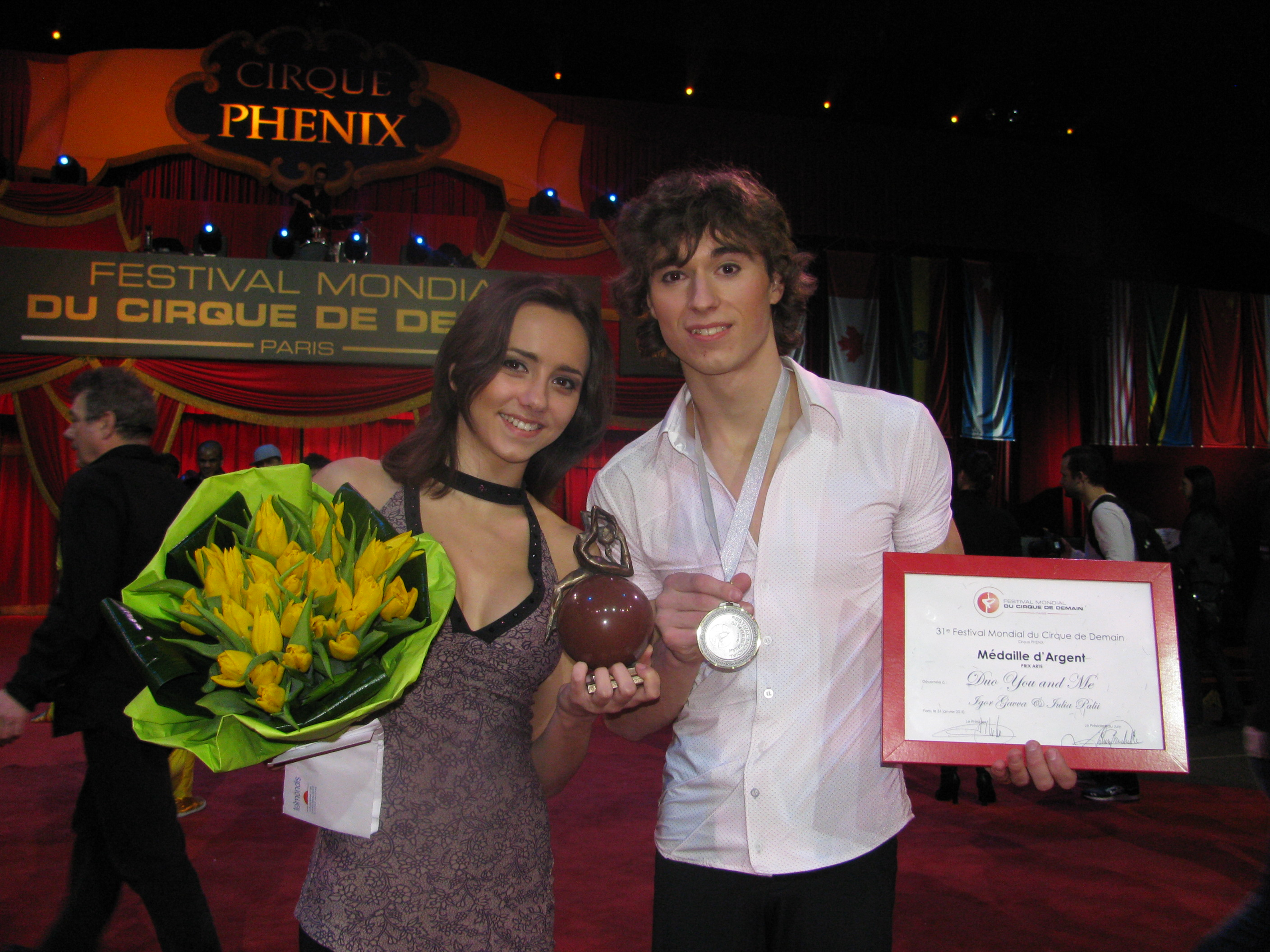
В 2010 году Игорь Гавва и Юлия Палий завоевали серебряную медаль и специальный приз на Международном цирковом фестивале «Cirque de Demain».

В 2010 дует You & Me стали обладателями серебряной медали и специального приза французского телевидения «ARTE» на международном цирковом фестивале " Cirque de Demain ". В конце 2014 года стали финалистами шоу Das Supertalent в Германии .
С 2015 года по сегодняшний день дуэт You & Me работает во французском кабаре "Lido de Paris" в шоу «Paris Merveilles», режиссер — постановщик Franco Dragone.

## Карьера в кино

### Фильмография
| Год  | заглавие           | директор | Сценарист | Режиссер | Актер | Роль  | Примечания             |
| ---- | ------------------ | -------- | --------- | -------- | ----- | ----- | ---------------------- |
| 2016 | ЧЕМОДАН            | Yes      | Yes       | Yes      |       |       | Короткометражный фильм |
| 2017 | На Волоске         | Yes      | Yes       | Yes      | Yes   | Сосед | Короткометражный фильм |
| 2018 | Поролоновое сердце | Yes      | Yes       | Yes      |       |       | Короткометражный фильм |